# Мадагаскарски план
Планът Мадагаскар или Мадагаскарският план е предложение на правителството на Третия Райх за решение на еврейския въпрос. Планът предвижда преселение на еврейското население от Европа на остров Мадагаскар.

## История
Предложението за евакуацията на европейските евреи на остров Мадагаскар не е ново като концепция. Още в края на 19 век, през 1885 г., Пол де Лагард, антисемитски учен-ориенталист, се опитва да внуши на европейската общественост удачността на предложението. След Първата световна война, през 20-те години на 20 век предложението е актуализирано и подето отново от Хенри Хамилтън Биймиш, Арнолд Лейзе и др.

## Ционизъм
От своя страна, в периода 1904/05 ционисткото движение сериозно обсъжда британското предложение за еврейско преселение в Уганда (Кения), макар че в крайна сметка го отхвърля. В този контекст на решение на еврейския въпрос се преценява, че остров Мадагаскар е по-удачното от двете предложения.

## Полска инициатива между двете световни войни
Евреите в Мадагаскар (на полски: Żydzi na Madagaskar) е полски лозунг от преди Втората световна война, издигнат от крайно дясната организация Национален радикален лагер, която е обявена за незаконна след като просъществува легално само три месеца през 1934 година.

## План на Нацистка Германия
Лидерите на Нацистка Германия първоначално са озарени от идеята и през 1938 година Хитлер подкрепя предложението. През май 1940 г. Хайнрих Химлер, в размисли върху отношението на народите на изток към еврейския въпрос, заявява: 
| „ | Надявам се, че концепцията за евреите напълно ще погаси напрежението чрез възможността за по-голяма емиграция на всички евреи в Африка или в някои други колонии. | “ |

 Планът Мадагаскар не слизал официално от дневния ред на Третия Райх. Върху него разсъждават и други известни нацистки идеолози като Юлиус Щрайхер, Херман Гьоринг, Алфред Розенберг и Йоахим фон Рибентроп, като до 1940 г. процесът на планиране по него стига напреднал стадий. В Компиенското примрие от 25 юни 1940 г., Франц Радемахер включва като едно от условията за мир с Франция задължението, че Франция приема колонията Мадагаскар като дестинация за евреите от Европа. Оглавявания от Мартин Лутер отдел в РСХА от своя страна разработва и предлага меморандум, който определя механизма за еврейската евакуация от Европа. Радемахер е уверен в успеха на начинанието по транспортиране на евреите до Мадагаскар, които същевременно трябва да бъдат лишени от гражданство. След като евреите бъдат транспортирани в Мадагаскар, теоретизира по-нататък Радемахер, 
| „ | тези евреи ще бъдат използвани като заложници, за да се гарантира „доброто бъдещо поведение на членовете на расата им в Америка“. | “ |

 При получаване на меморандума на 3 юни, Лутер първо го обсъжда с външния министър Рибентроп. До 18 юни Хитлер и Рибентроп го обсъждат с Мусолини, препращайки го и към Виши. На 20 юни Хитлер директно го възлага за реализация на гросадмирал Ерих Редер.
С оглед успешната реализация на плана и предвид изследване на потенциала му, през 1939 г. Гьоринг възлага на Райнхард Хайдрих да наблюдава еврейската евакуация от окупираните от Райха територии. Рибентроп се отказва от плана и по този начин отговорността за успешното му осъществяване отива в ресорния отдел (отговарящ за еврейския въпрос) на РСХА, оглавяван от Адолф Айхман. На онзи етап Проектът Мадагаскар предвижда преселение на един милион евреи годишно в продължение на четири години, като се изоставя окончателно идеята за запазване на евреите в Европа. Губернаторът на окупирана Полша Ханс Франк приема охотно идеята за принудително изселване на 4 милиона в Мадагаскар, като безкрайно по-желана и удачна в контекста на усилията по съществуващото статукво за депортирането им в Полша. Считано от 10 юли, депортацията им към Полша е отменена, а изграждането на Варшавското гето е спряно, тъй като на онзи етап предвид реализацията на плана Мадагаскар, еврейската депортация към Полша се струва излишна на ръководителите на Нацистка Германия.
Радемахер предлага учредяването на Европейска банка, чрез която да бъдат ликвидирани всички еврейски активи на Стария континент, с които да бъде заплатена цената по реализацията на плана Мадагаскар. От друга страна е предвидено Гьоринг да упражнява надзора върху икономическото изпълнение по плана. Рибентроп от своя страна иска сключването на френско-немски договор за предаването във владение на Мадагаскар от Франция на Германия. Предвиждат се и алтернативни варианти за решаване на еврейския въпрос, като министерството на Йозеф Гьобелс ще контролира и представя обосновано информацията за политиката по реализацията на плана в Германия и чужбина. Планът предвижда СС да извърши експулсирането на евреите от Европа, както и уреждането на първоначалния полицейски режим на острова, на който е предвидено да се създаде бъдещата еврейска държава. По въпроса как местното население на Мадагаскар би се вписало в реализацията на този план никой не е мислил, нито разисквал на онзи етап. Желанието на нацистката пропаганда е било да представи на външния свят успешната реализация на една идея, с която Германия е дала автономен еврейски дом на остров Мадагаскар. Айхман и СС следва да контролират и наблюдава всяка една автономна еврейска организация, на която е възложено управлението на острова - виж и Еврейска автономна област.

## Изоставяне на плана
В края на август 1940 г. Радемахер и Рибентроп провеждат среща в министерството на която е решено да се възложи на група експерти да започне консолидирането в цялостност на всички идеи по плана, предвид обстоятелството, че Хайдрих все още не го е одобрил. Варшавското гето е завършено и открито през октомври. Експулсирането на немските евреи на полска територия е възобновено отново от края на есента на 1940 до пролетта на 1941 г.
Развитието на Втората световна война, предвид невъзможността на Германия да постигане бърза победа (неуспеха на блицкрига на операция Барбароса) е основната причина за изоставянето на плана Мадагаскар. Същевременно британският флот отказва да се постави на разположение на Германия, за да се използва при евакуацията на евреите към Мадаскар, а и войната в Атлантика продължава за неопределено време. Планът за създаване на супергетото Мадагаскар е изоставен окончателно през декември 1941 г., предвид неуспеха на Вермахта в битката за Москва.
Неуспехът на Мадагаскарския план се сочи като основна причина за победата на схващането за т.нар. окончателно решение на еврейския въпрос, взето на конференция във Ванзе.